# Раєвська-Іванова Марія Дмитрівна
Марі́я Дми́трівна Рає́вська-Івано́ва (8 (20) червня 1840, Гаврилівка, нині Барвінківського району Харківської області — 9 (22) грудня 1912, Харків, похована в рідному селі) — українська мисткиня-художниця та педагогиня. Перша жінка в Російській імперії, якій Петербурзька академія мистецтв надала звання художника (1868). Засновниця харківської малювальної школи (зараз — Харківська державна академія дизайну та мистецтв).

## Біографія
Марія Дмитрівна Іванова народилася 8 (20) червня 1840 в сім'ї поміщика в 1840 році в селі Гаврилівка Ізюмського повіту Харківської губернії, яке заснував її дід Гаврило Іванов наприкінці XVIII століття. Сім'я займалася й заробляла на землеробстві. Її батько Дмитро Іванов пішов стопами діда, ставши військовим. Оскільки вона не могла здобути освіту в Імператорській Академії мистецтв (Санкт-Петербург; єдиний на той час художній навчальний заклад у Російській імперії) через те, що була жінкою, вона навчалася вдома та займалася самоосвітою. Потім вона п'ять років навчалася за кордоном у Франції та Італії, відвідуючи курси італійською мовою з етнології, археології, історії мистецтва та лінгвістики на додаток до звичайних уроків мистецтва у Мілані, Флоренції, Сорбонні та Празі. Навчалася в Дрездені у професора Людвіга Ергардта та Антона Дітріха. Вивчала німецьку мову та літературу.

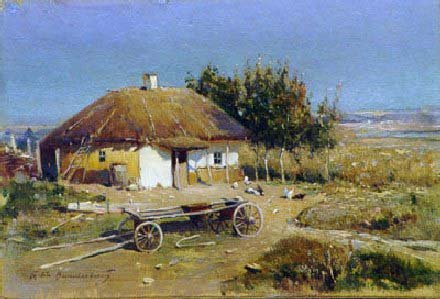
Сільський пейзаж

Повернувшись у 1868 році, вона захотіла відкрити власну художню школу, де могли б навчатися студенти обох статей і усіх фінансових можливостей. Для цього вона склала іспит на «Вільного художника» в Імператорській академії й стала першою такою художницею в Російській імперії. У 1869 році Марія повернулася до Харкова, вона позичила у матері 500 рублів на організацію художніх класів і публікацію про їх відкриття у харківських газетах. Це перший такий навчальний заклад на території України й третій у Російській імперії після Московської й Санкт-Петербурзької школи. У школі викладали живопис, малюнок, креслення, скульптуру, розпис по фарфору, випалювання по дереву, тиснення по шкірі, розпис театральних декорацій.

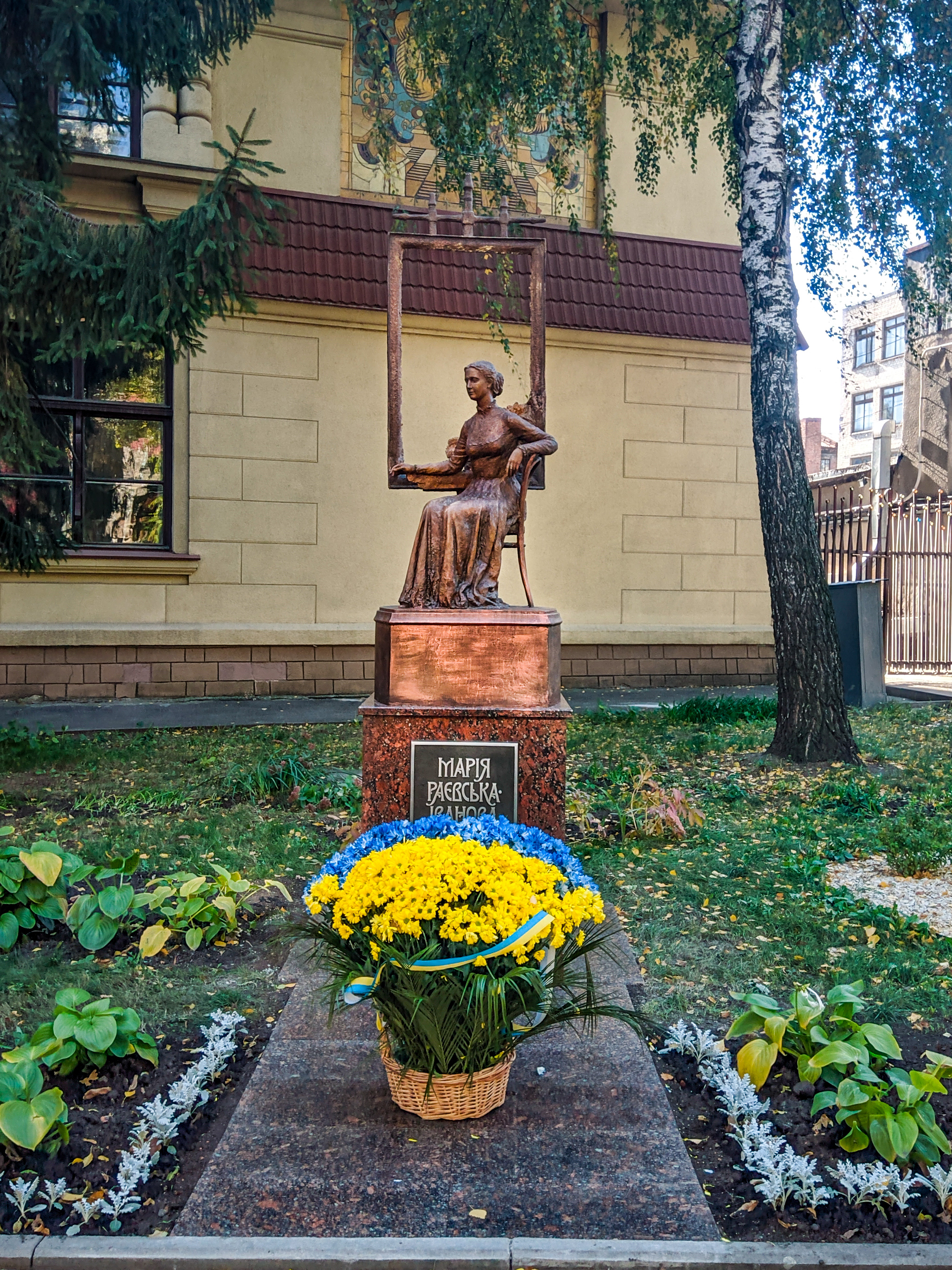
Пам'ятник мисткині на вулиці Мистецтв

Школа запрацювала 21 лютого 1869 року. Художниця визначила напрямок школи — відродження ремесел, підвищення якості промислових товарів, що прямо залежало від отримання художньої освіти широкими масами населення. Як стверджує Ігор Шаров, Раєвська-Іванова, враховуючи, що Харків перетворюється на промисловий центр, обрала для своєї школи художньо-промисловий напрямок, що зробило цей навчальний заклад однією з найперших ланок в тогочасному ланцюзі навчальних закладів з художньо-промисловим напрямком. Марія Дмитрівна вважала, що саме мистецтво покликане зіграти важливу роль у перетворенні суспільства, що шляхом поширення художніх знань можна досягти високого рівня промисловості й це повинно сприяти прогресу і поліпшенню життя простих людей.
При відкритті школи в ній безплатно викладав піклувальник Харківського навчального округу, дійсний статський радник, засновник міського товариства грамотності, ремісничого училища, один з організаторів Народного будинку Сергій Олександрович Раєвський. Наступного року він одружився з Марією, яка взяла прізвище чоловіка і своє Раєвська-Іванова. Разом з чоловіком вони сприяли заснуванню Харківського художньо-промислового музею.
У 1872 році Марія Іванівна Раєвська отримала звання почесного члена Академії за новаторські методи, які вона застосовувала у своїй приватній майстерні, які приносили нагороди її учням на виставках.

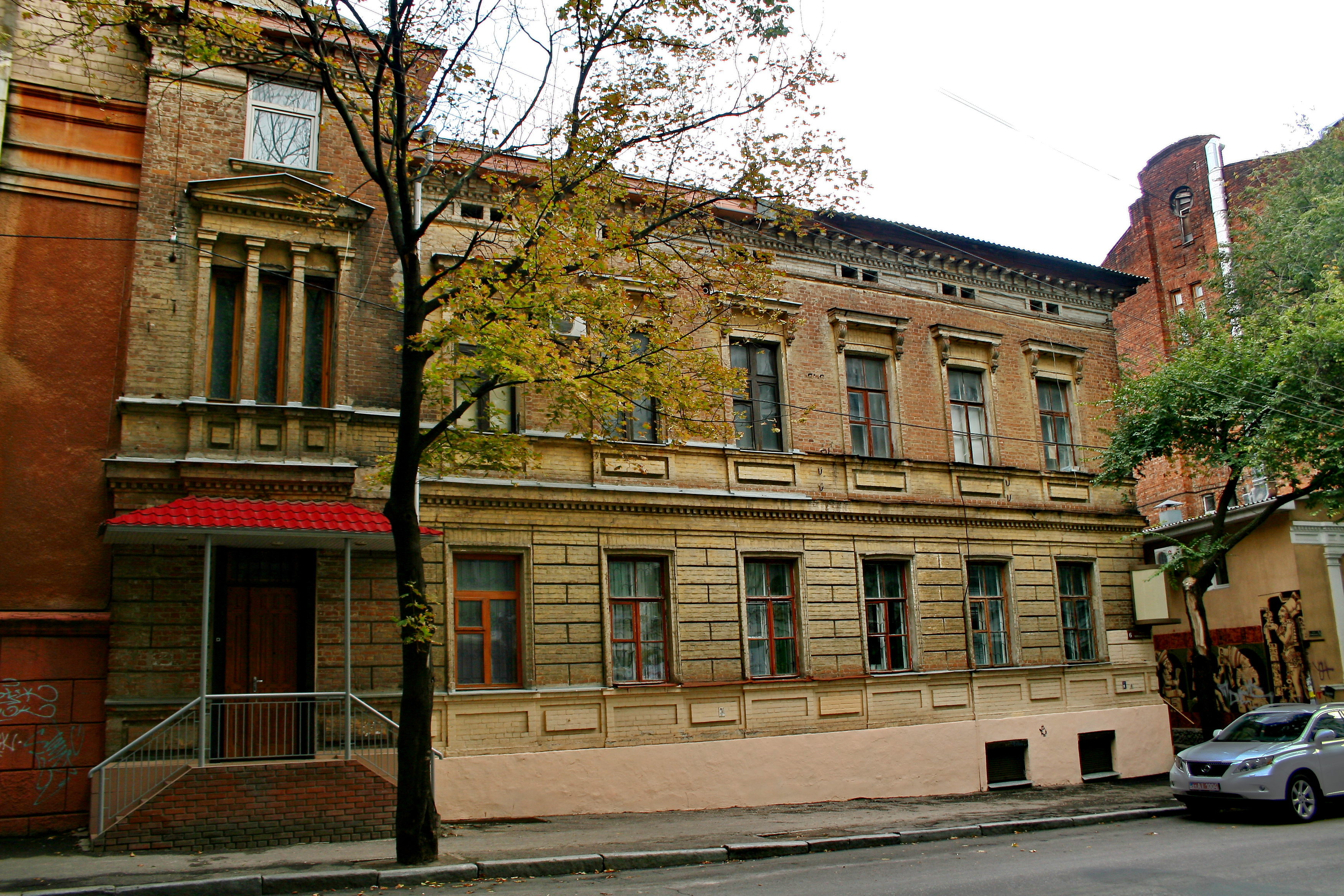
Будівля, в якій з 1877 по 1896 рр. розміщувалася художня школа Раєвської-Іванової

1877 року у центрі міста на вулиці Чернишевській, 6 за проєктом архітектора Болеслава Михаловського, коштом сім'ї була зведена нова двоповерхова будівля для школи, яка збереглася й донині та є пам'яткою історії місцевого значення (охоронний № 3311-Ха). Через те, що школа була благодійною, учні навчалися безплатно, а платили по 12 рублів лише декілька багатих сімей, школу постійно переслідували фінансові проблеми. У 1880-х роках харківська міська управа почала щорічно виділяти школі 200 рублів, що покривали лише незначну частину витрат.
Створена нею школа діяла двадцять сім років і навчала близько 900 учнів, у тому числі Сергія Васильківського, Олексія Бекетова, Генріка Семирадського, Володимира Беклемішева, Василя Єрмилова, Костянтина Первухіна та багатьох інших. На Всеросійській виставці малювальних шкіл вона випередила значно престижнішу Строгановську школу.
На початку 1890-х років Марія Раєвська-Іванова почала втрачати зір та вже не могла ні керувати школу, ні викладати у ній. У вересні 1896 року школа стала громадським навчальним закладом, яким керувало місто. Її назвали «Харківська школа образотворчих мистецтв», а розмістили в художньому музеї. Міська Дума одноголосно надала Марії Раєвській-Івановій звання Почесної Опікунки Харківської міської художньо-промислової школи та висловила подяку за її створення.

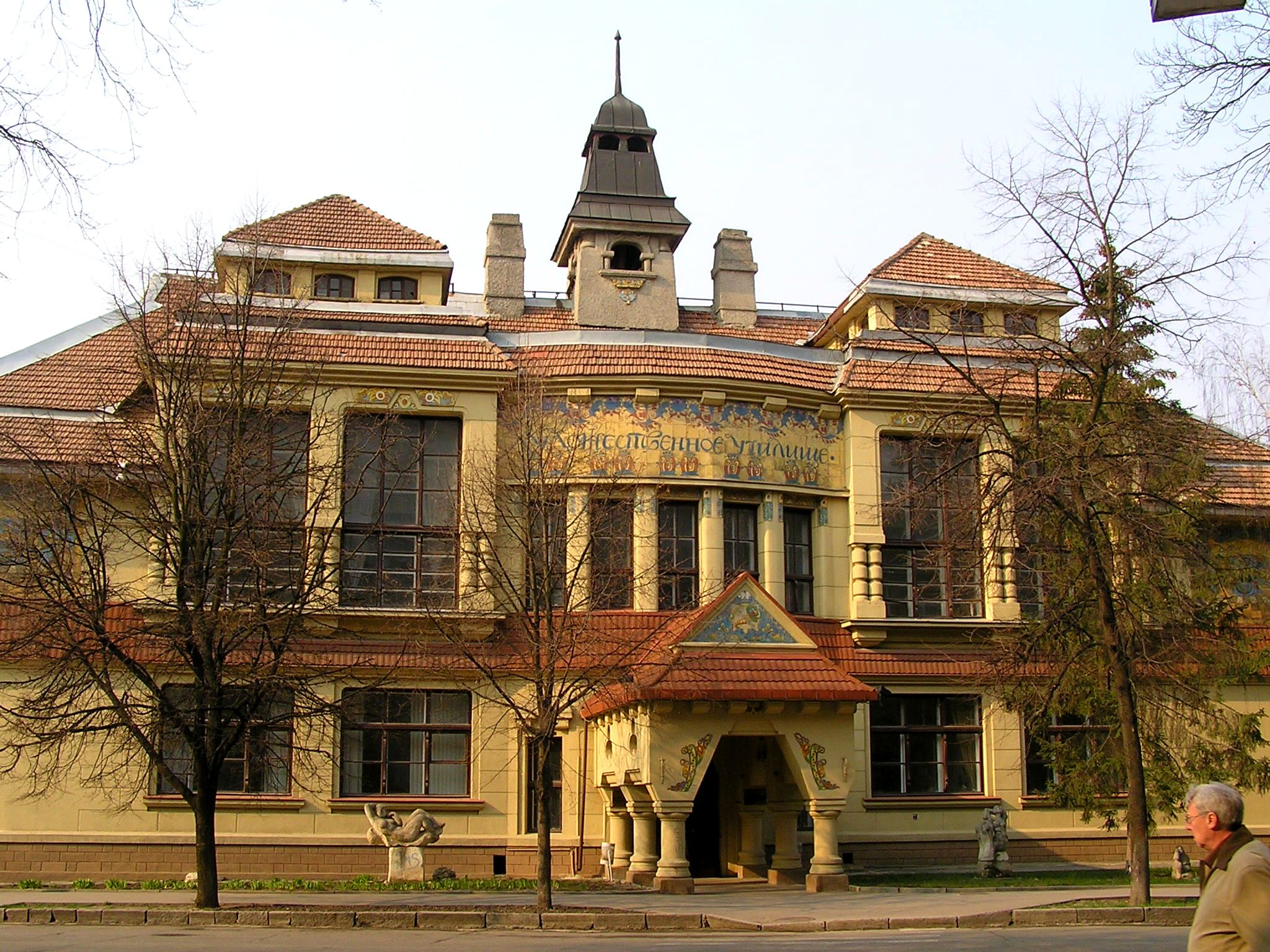
Сучасна будівля ХДАДА. Побудований в стилі українського модерну у 1913 році

У 1912 році, школа стала «Харківським художнім училищем»; школа-супутник Імператорської Академії під керівництвом Олександра Любімова. Для школи у тому ж році на Каплунівській вулиці (нині вулиця Мистецтв) було зведено нову будівлю. Автором проєкту є архітектор Костянтин Миколайович Жуков. Архітектор виконав фасад у стилі українського модерну проти якого протестували проросійські політики того часу. Однак завдяки чоловіку Марії Сергію Олександровичу, українському історику Миколу Федоровичу Сумцову, архітекторові Віктору Валеріановичу Величку, українському націоналісту Миколі Івановичу Міхновському проєкт в українському стилі вдалося відстояти й харківські депутати у більшості проголосували за його прийняття.
Крім малювання та викладання, вона була автором численних статей і брошур з навчання мистецтва, а також підручника «Азбука малювання для сім'ї та школи» (1879).
Повністю сліпою, вона викладала до кінця життя. Марія Дмитрівна Раєвська-Іванова померла об 11-й годині ранку 9 (22) грудня 1912 року у своєму будинку на вулиці Чернишевській, 6 у Харкові. Її відспівали у Мироносицькій церкві і поховали у рідному селі Гаврилівці. Її могила була зруйнована під час радянської окупації. Пізніше вона перепохована, а на її могилі встановлено сучасний пам'ятник.

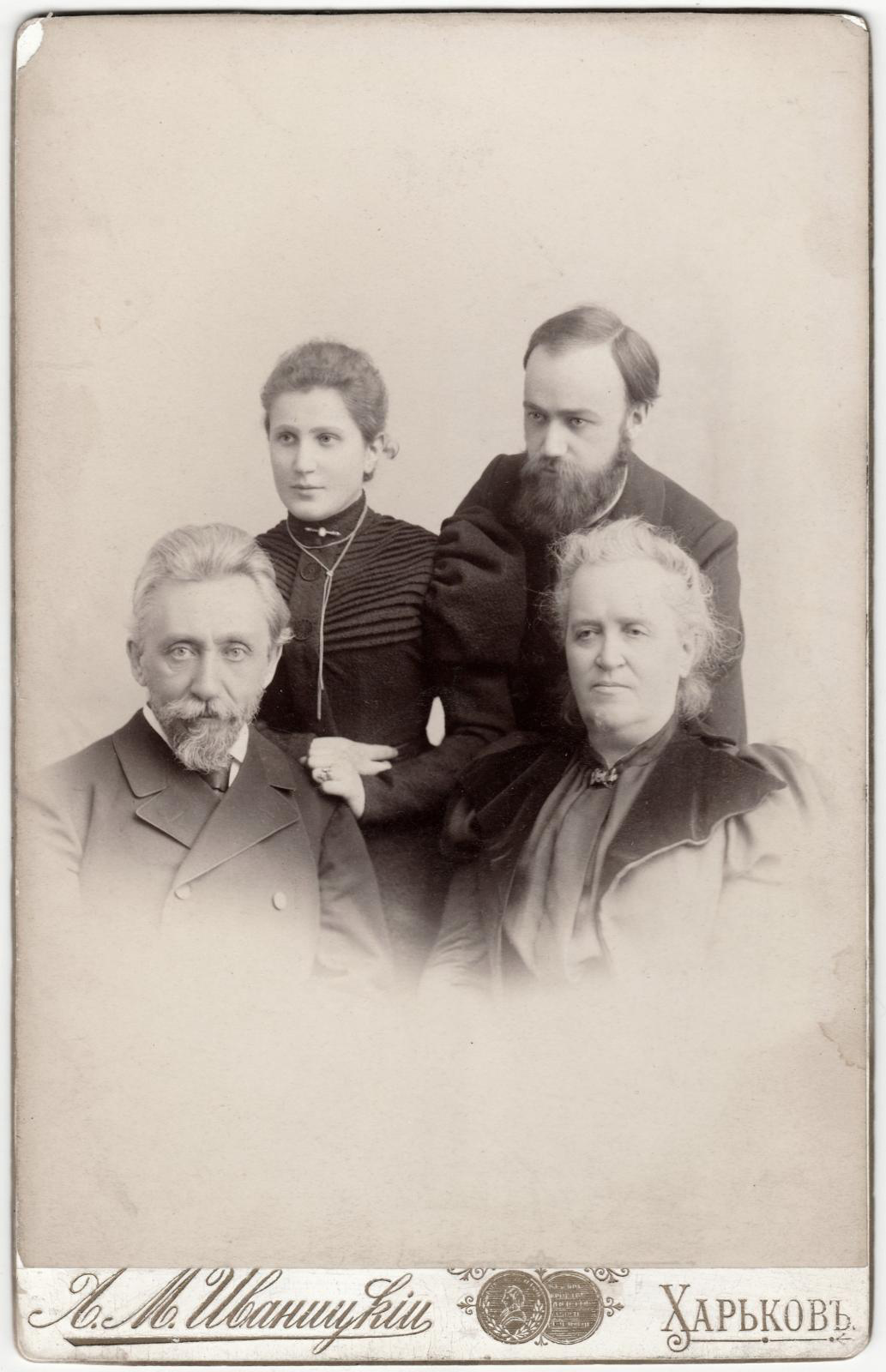
Сім'я Раєвських. Сергій Раєвський, його невістка, Олександр Раєвський, Марія Раєвська-Іванова

За радянських часів школа Марії Раєвської-Іванової була технікумом, а зараз відома як «Харківська державна академія дизайну та мистецтв» (з 1963). Будинок Раєвських на вулиці Чернишевський був відібраний у сім'ї радянською владою, зараз це офісна будівля. Її син, Олександр Сергійович, був інженером-техніком, який брав участь у проєктуванні кількох знакових типів російських паротягів.
Картина «Дівчина біля паркану» Марії Дмитрівни Раєвської Іванової експонувалася у Харківському художньому музеї, який був закритий після влучання російської ракети у 2022 році. А «Портрет М. Бекетова», батька Олексія Бекетова, зберігається у фондах Харківського історичного музею.
7 жовтня 2021 року перед сучасною будівлею школи (нині Харківська державна академія дизайну та мистецтв) на вулиці Мистецтв було відкрито пам'ятник художниці й просвітниці Марії Раєвській-Івановій. Пам'ятник створено за проєктом Нелі Витвицької, який вона зробила у 1998 році. На відкритті пам'ятника був присутній міністр культури та інформаційної політики України Олександр Ткаченко. Після початку російського вторгнення в Україну у 2022 році, пам'ятник тимчасово демонтували, щоб вберегти його від обстрілів. Нині пам'ятник повернуто на місце.

## Твори
Твори (олії й акварелі) позначено впливом академізму:
- Автопортрет (1866),
- «Смерть селянина на Україні» (1868),
- «Дівчина біля тину»,
- «Сільський пейзаж»,
- «Натюрморт»,
- Автопортрет з моделлю (близько 1882)

Авторка підручника «Абетка малювання для сім'ї та школи» («Азбука рисования для семьи и школы», 1879) та керівництв «До прописів елементів орнаменту» («К прописям элементов орнамента» , 1896), " Досвід програми з викладання малювання у недільних класах для ремісників " ("Опыт программы по преподаванию рисования в воскресных классах для ремесленников, 1895) . 

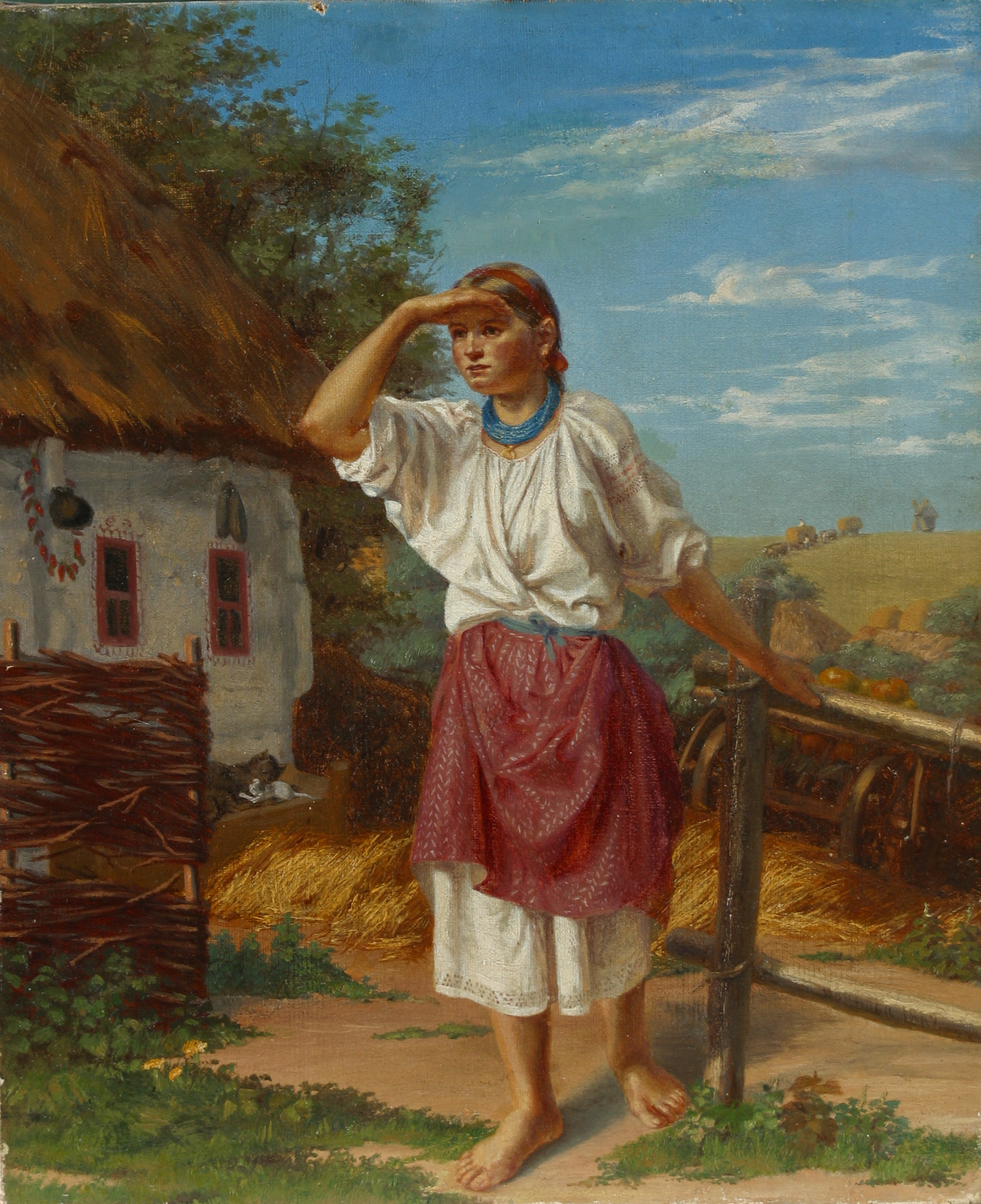
«Дівчина біля паркану»
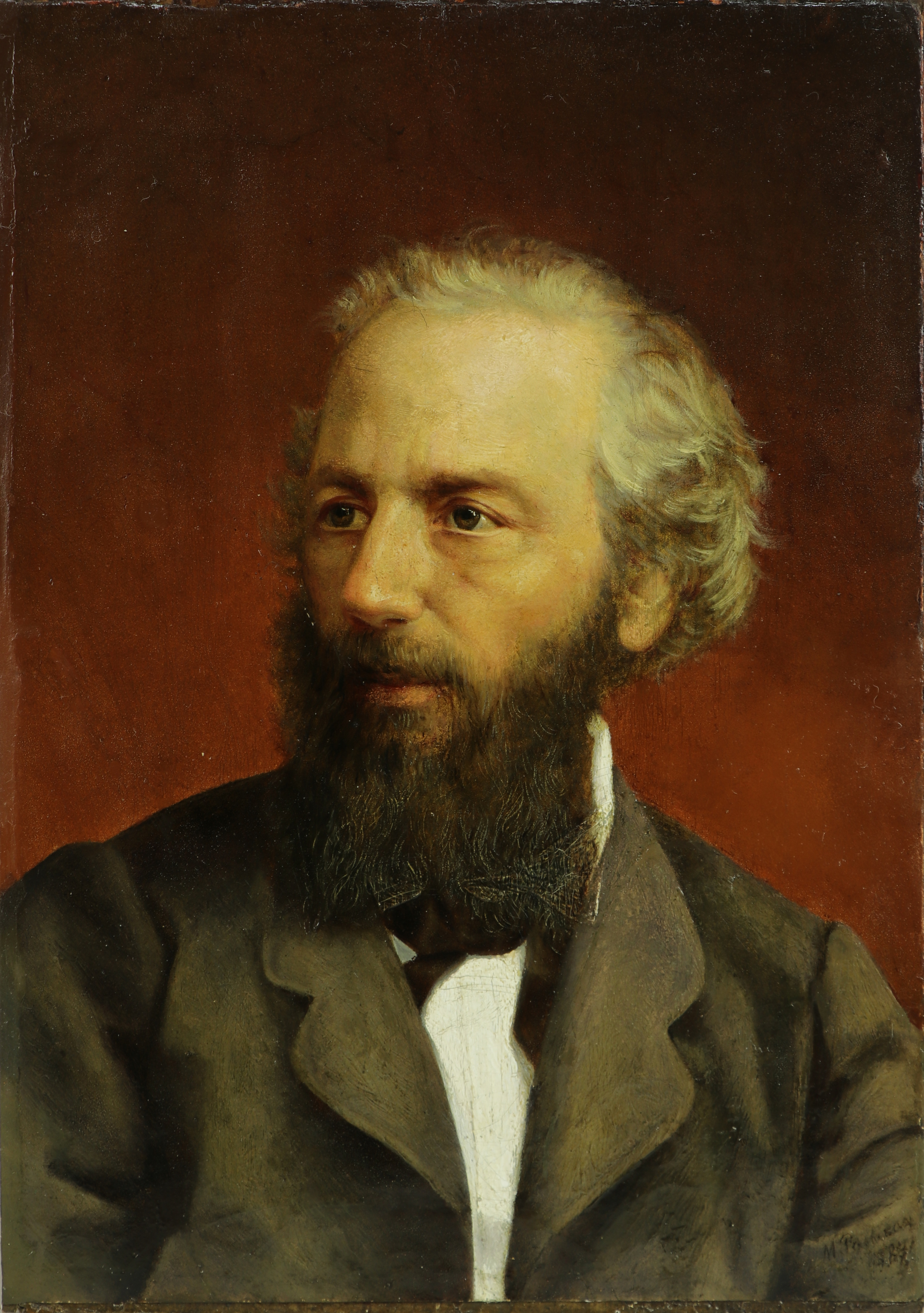
Портрет М. Бекетова
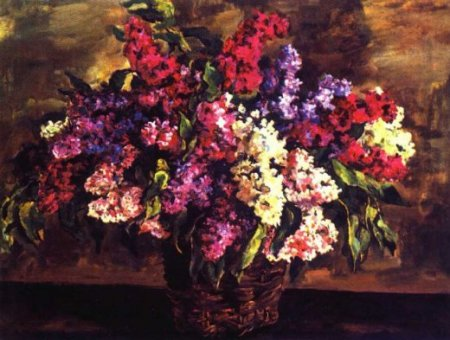
«Натюрморт»
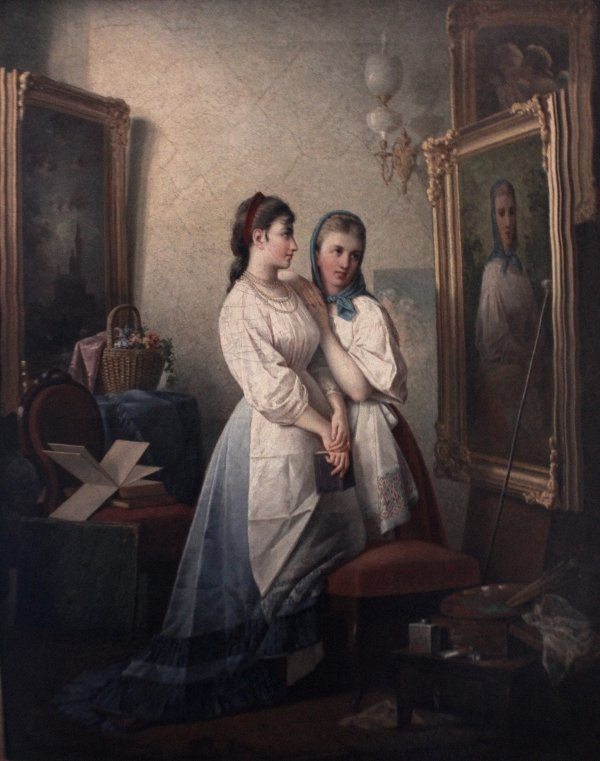
Автопортрет з моделлю
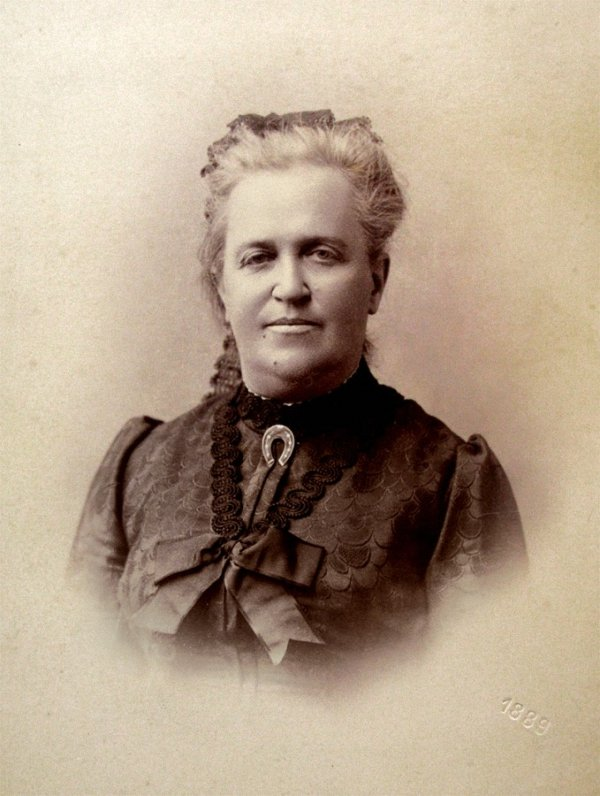
М. Д. Раєвська-Іванова в 1889 році
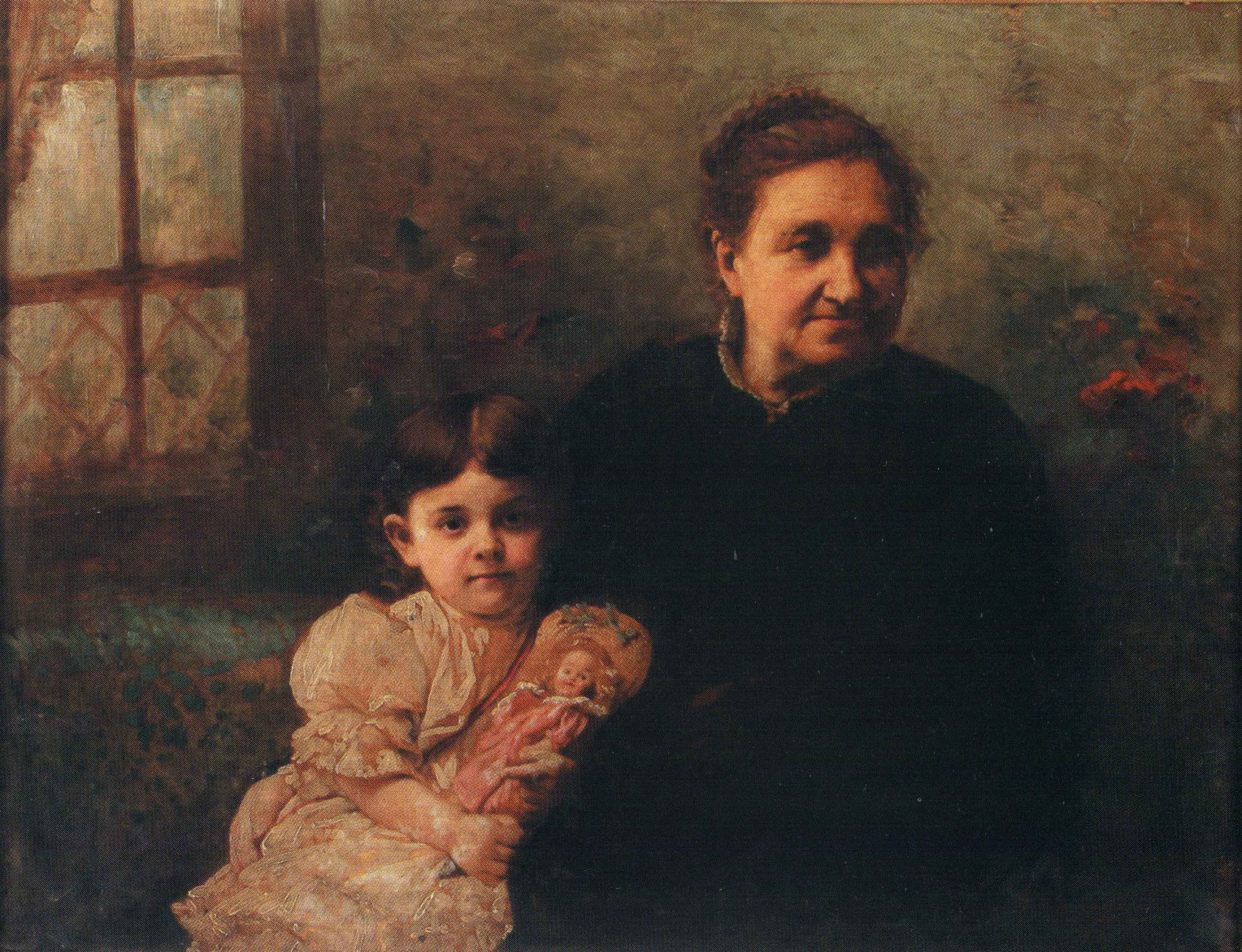
Портрет М. Д. Раєвської-Іванової роботи О. М. Іваницького
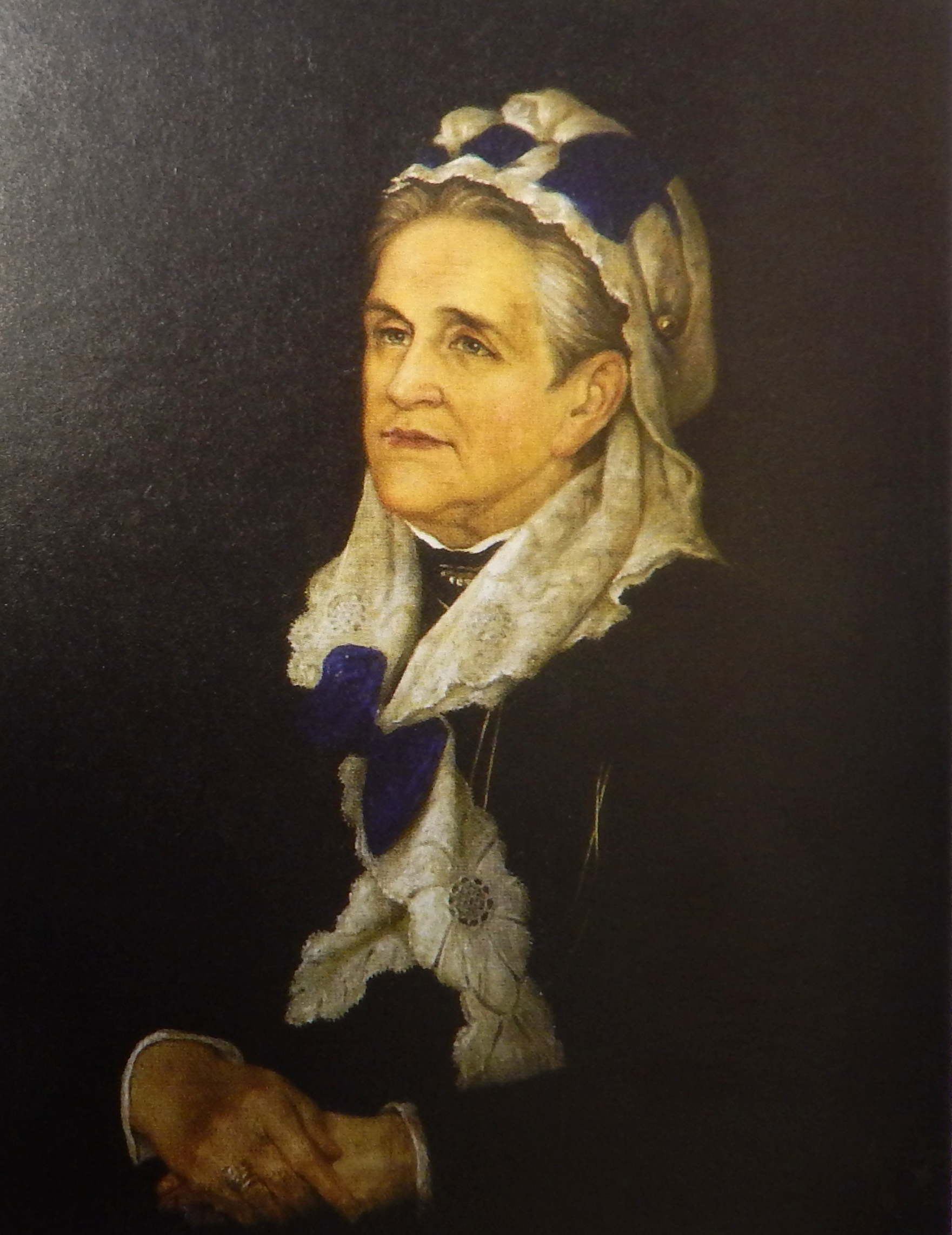
Портрет М. Раєвської-Іванової

## Електронні джерела
- Можейко Інна. Перша вчителька (російською мовою)
- Яськов Володимир. Хлєбников. Косарєв. Харків [Архівовано 1 жовтня 2007 у Wayback Machine.] (російською мовою)
- Ганна ЧЕРКАСЬКА. Перша професійна художниця України. Голос України. 27 червня 2019 року. URL: http://www.golos.com.ua/article/318755
- Антон Алохінссон. Як Марія Раєвська-Іванова навчила Харків малювати. «Харків, де твоє обличчя?» 20.06.2024 URL:https://lyuk.media/news/rayevska-ivanova/